# Formiguer maculat
El formiguer maculat (Phlegopsis nigromaculata) és una espècie d'ocell de la família dels tamnofílids (Thamnophilidae).

## Hàbitat i distribució
Habita el sotabosc de la selva pluvial de les terres baixes fins als 500 m, des de l'est de Colòmbia, cap al sud, a través de l'est d'Equador i est de Perú fins al nord i l'est de Bolívia i nord-est del Brasil amazònic.